# ماجراهای اینترنتی
ماجراهای اینترنتی یا چایی نت فیلمی به کارگردانی و نویسندگی حسین قناعت محصول سال ۱۳۸۳ است.

## خلاصه داستان
مه‌رو، دختربچه پرورشگاهی که خانواده‌اش را در حادثه زلزله از دست داده، از طریق اینترنت، پدربزرگش را می‌یابد و به روستا نزد آن‌ها می‌رود. در آنجا متوجه می‌شود که چند زمین‌خوار با خرید زمین، روستاییان را آواره شهرها می‌کنند. مه‌رو به همراه خانم معلم و بعضی اهالی روستا در صدد مقابله با این جریان برمی آیند.

## بازیگران
- بهاره رهنما
- مریم بوبانی
- شهرام قائدی
- رابعه اسکویی
- مهدی پاکدل
- محمدرضا صمیمی
- داوود سعیدی
- علی یزدانی دماوندی
- اله قلی نظری
- آزاده احمدیان
- فرشاد حسینی موحد
- سیروس حسین پور
- مهرو قلی‌زاده
- آرش مفیدیان
- بهراد منصوریان
- تارا رودگریان